# Ernst De Geer
Ernst Carlo Louis De Geer, född 15 juli 1989, är en svensk filmregissör.
De Geer är son till konstnärerna Marianne Lindberg De Geer och Carl Johan De Geer. Han har studerat filmvetenskap och litteraturvetenskap vid Stockholms universitet, gått manusutbildningen på Biskops-Arnö och läst till regissör på Den norske filmskolen i Lillehammer.
De Geer har gjort två norska TV-serier: Efter festen och Beist. År 2023 långfilmsdebuterade han med dramakomedin Hypnosen. Filmen mötte god kritik och mottog åtta nomineringar vid Guldbaggegalan 2025, bland annat filmen nominerades den till Bästa film och De Geer nominerades till Bästa regi och Bästa manus, varav han vann för Bästa manus tillsammans med Mads Stegger.